# Альминская долина
Альминская долина (равнина) — долина в Бахчисарайском районе Крыма.

## География
Долина получила название получила от реки Альма (Алма). В переводе с тюркского означает «яблоко». Крупнейший населённый пункт в долине — село Вилино. Долина, кроме реки Альма, пересекается реками Кача и Западный Булганак. В. А. Федоров писал, что в Альминской долине «находится небольшое болото, которое, однако же, можно перейти вброд и которое не может быть большим препятствием для движения между селами».
Источником орошения сельскохозяйственных земель в долине является Альминское водохранилище.

## История
Наличие рек обусловило появление на территории долины плодородных почв, что стало причиной её освоение человеком. В Альминской долине имеются следы пребывания человека как в Бронзовом веке, так и во время греческой колонизации. Территория долины входит в сферу Бахчисарайского историко-культурного и археологического музея-заповедника.
Близ села Песчаное было найдено скифское городище, получившее название Усть-Альминское. Наиболее крупные позднескифские городища в Альминской долины относятся к II—I векам до нашей эры. Некоторых из них появились на месте более ранних поселений херсонесской хоры IV—III веков до нашей эры. На территории долины обнаружено 13 культовых христианских сооружений относящихся к VIII—XIII векам. Археологические исследования в долине проводил Евгений Веймарн.
Кортеж Екатерины II проезжал через Альминскую долину во время путешествие императрицы и её двора в Крым.
На территории Альминской долины в 1854 году состоялось первое сражение Крымской войны между англо-французской коалицией и российской армией. Ежегодно в долине проходят фестивали исторической реконструкции битвы при Альме.
Земли долины в XX веке начали использоваться для виноградарства. Тем не менее из-за антиалкогольной кампании 1985—1990 годов и тяжелого экономического положения в 1990-х годах большая часть виноградников была утрачена. В 2000-е годы началась приватизация земель сельскохозяйственного назначения в результате чего возникло винодельческое предприятие Alma Valley.
В 2005 году для изучения потенциала Альминской долины по возделыванию тут классических европейских сортов винограда и для проектирования тут современного винодельческого комплекса была приглашена группа специалистов из Швейцарии. Первые лозы на участки были высажены в 2008 году, а к 2013 году был открыт новый винзавод. Владельцем предприятия являлся российский предприниматель Александр Лебедев, инвестировавший в компанию около 40 миллионов долларов. Главным виноделом Alma Valley был назначен немецкий технолог Томас Долл.

## В культуре
В 1992 году Альминскую долину изобразил в своей картине художник Анатолий Григорьев.